# Lauxania humilis
Lauxania humilis är en tvåvingeart som först beskrevs av Christian Rudolph Wilhelm Wiedemann 1830.  Lauxania humilis ingår i släktet Lauxania och familjen lövflugor. Inga underarter finns listade i Catalogue of Life.